# AnnaSophia Robb
AnnaSophia Robb, ameriška filmska in televizijska igralka ter pevka, * 8. december 1993, Denver, Colorado, Združene države Amerike.

## Osebno življenje
AnnaSophia Robb je bila rojena 8. decembra 1993 v Denverju, Colorado, Združene države Amerike, kot hči Janet in Dava Robba. Ime je dobila po svoji prababici, ki ji je ime AnnaSophie, in po babici, ki ji je ime Anna Marie. Uživa v petju, bordanju, raftingu, plesanju irskih plesov in branju serije knjig o Harryju Potterju in zgodovinskih knjig.
Robbova je plesanje in gimnastiko trenirala štiri leta in pol, vendar ju je opustila in se raje posvetila igranju. Sicer se je šolala doma, vendar trenutno hodi na srednjo šolo v Denverju (Arapahoe High School). Po veri je kristjanka.
Menda ima angleške, škotske, švedske, irske in danske korenine.

## Kariera
AnnaSophia Robb je kariero začela v reklamah.
Leta 2004 je nastopila v Drake & Josh in odigrala Samantho v Samantha: An American Girl Holiday. Za Samantho si je morala lase pobarvati na rjavo.
Leta 2005 jo vidimo v Because of Winn-Dixie in v filmu Čarli in tovarna čokolade, kjer igra Violeto.
Leta 2006 igra Dani Phantom v enem izmed delov serije Danny Phantom.
Leta 2007 igra eno izmed glavnih vlog v Bridge to Terabithia in The Reaping.
Leta 2008 zaigra v Skakač, Have Dreams, Will Travel, Sleepwalking (kjer igra Taro) in Doubting Thomas.
Leta 2009 zaigra Saro v Dirka na Zakleto goro in Ellie v Dear Eleanor.

## Filmografija
| Leto | Naslov                             | Vloga                 | Ostalo                    |
| ---- | ---------------------------------- | --------------------- | ------------------------- |
| 2004 | Drake & Josh                       | Liza                  | epizoda »Number One Fan«  |
| 2004 | Samantha: An American Girl Holiday | Samantha              |                           |
| 2005 | Because of Winn-Dixie              | India Opal Buloni     |                           |
| 2005 | Čarli in tovarna čokolade          | Violeta Beauregarde   |                           |
| 2006 | Danny Phantom                      | Danielle/Dani Phantom | epizoda »Kindred Spirits« |
| 2007 | Bridge to Terabithia               | Leslie Burke          |                           |
| 2007 | The Reaping                        | Loren McConnell       |                           |
| 2008 | Skakač                             | Mlada Millie          |                           |
| 2008 | Have Dreams, Will Travel           | Cassie Kennington     |                           |
| 2008 | Sleepwalking                       | Tara                  |                           |
| 2008 | Doubting Thomas                    | Jackie Hoffman        |                           |
| 2009 | Dirka na Zakleto goro              | Sara                  |                           |
| 2009 | Dear Eleanor                       | Ellie                 | tudi producirala          |

## Nagrade
- 30. marca 2008 AnnaSophia Rob dobi svojo prvo nagrado in sicer za Bridge To Terabithia.